# 432 v.Chr.

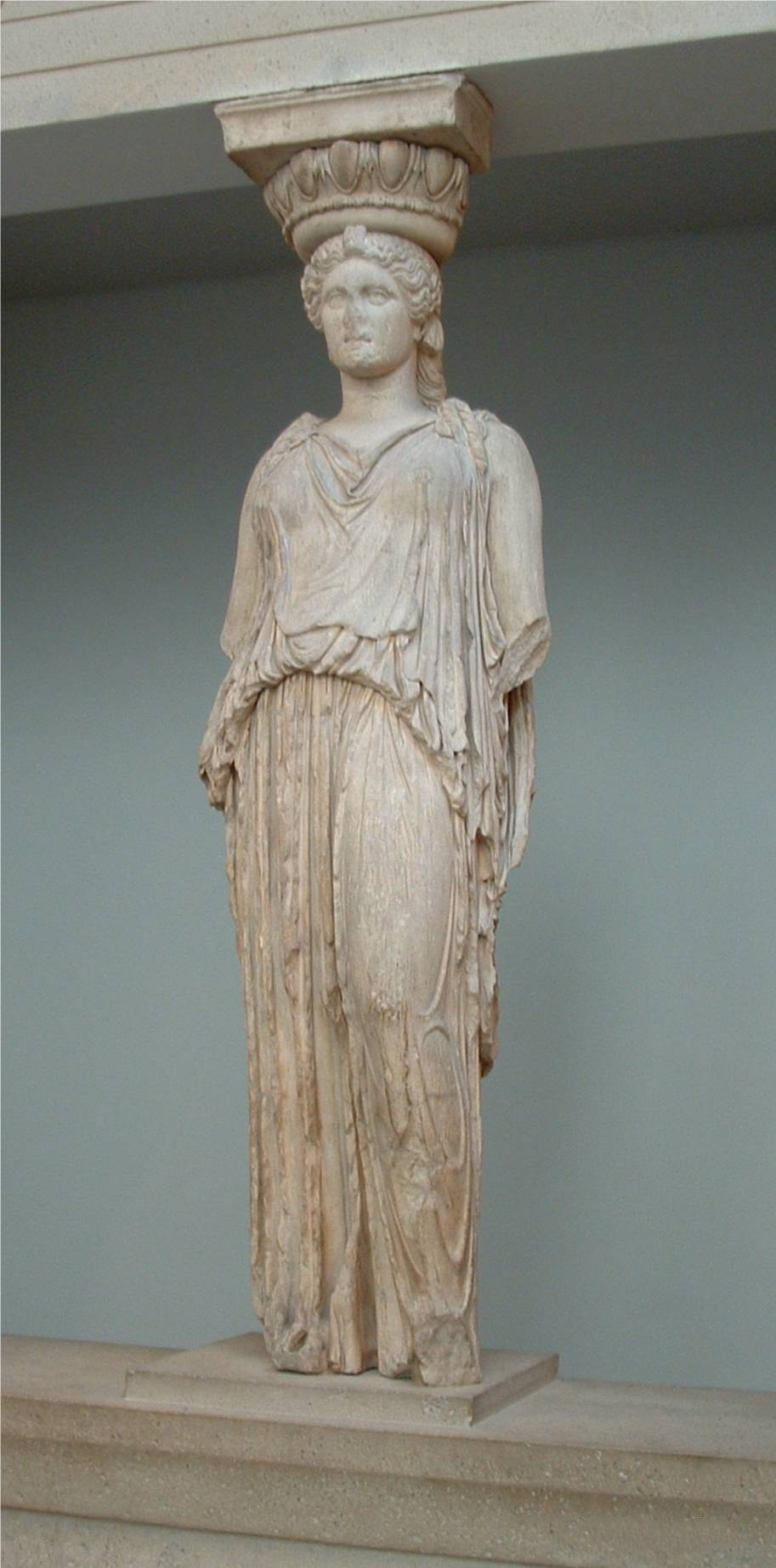
De originele kariatide in het British Museum

Het jaar 432 v.Chr. is een jaartal volgens de christelijke jaartelling.

## Gebeurtenissen

### Griekenland
- Athene belegert de stad Potidaea, een Korinthische kolonie. Tijdens de Slag bij Potidaea verklaart Sparta een bondgenoot van Korinthe de oorlog aan Athene.
- Phidias voltooit de beeldenrij die de voorgevel van het Parthenon in Athene siert. Tegenwoordig bekend als de Elgin Marbles (bezichtigen in het British Museum).

### Italië
- Tarente sticht op Sicilië de Griekse handelskolonie Heraclea Minoa.

## Geboren
- Dionysius I (~432 v.Chr - ~367 v.Chr.), tiran van Syracuse

## Overleden
- Empedocles (~492 v.Chr. - ~432 v.Chr.), Grieks dichter en filosoof (60)